# 哈拉马河畔托雷莫查
托雷莫查-德哈拉马，是西班牙马德里自治区的一个市镇。总面积19平方公里，总人口430人（2001年），人口密度23人/平方公里。